# Tatiana Abramova
Tatiana Abramova (Tiumén, Unión Soviética, 5 de febrero de 1975) es una actriz y cantante soviétiva y rusa, ganadora de varios premios en concursos importantes de su país, como el organizado por Europa Plus, una emisora radiofónica de Rusia propiedad de la organización European Media Group con sede en Moscú y de Lagardère Active International, y el concurso para jóvenes actores Bajo los techos de San Petersburgo.